# Kruismast
Kruismast is de naam van de achterste dwarsgetuigde mast op een zeilschip met daarop minimaal drie (of meer masten) en alleen dwarsgetuigde (vierkantgetuigde) zeilen (bijvoorbeeld volschip, klipper). Wanneer er achter de kruismast nog een langsgetuigde mast staat opgesteld, heet deze bezaansmast en is het type een (vier- of vijfmast)bark. Een driemastbark heeft geen kruismast. In de Engelse benaming staat de kruismast (mizzen-mast ) achter de grote mast (main mast ).
De benaming van de masten op een zeilschip alleen met vierkantgetuigde zeilen en: 
- 3 masten:
  - fokkemast
  - grote mast
  - kruismast

- 4 masten:
  - fokkemast
  - grote mast
  - hoofdmast (of mizzenmast in het Engels)
  - kruismast (of jiggermast  in het Engels)

- 5 masten: (bijvoorbeeld de Duitse vijfmastvolschip Preussen)
  - fokkemast
  - grote mast
  - middenmast
  - hoofdmast (LAEISZ mast)
  - kruismast

De benaming van de masten op een zeilschip met langsgetuigde en vierkantgetuigde zeilen of alleen met langsgetuigde zeilen :
- 4 masten:
  - fokkemast
  - grote mast
  - kruismast (viermastbark, schoener)
  - bezaanmast

- 5 masten: (bijvoorbeeld een Amerikaanse vijfmastschoener)
  - fokkemast
  - grote mast
  - kruismast
  - jagermast
  - bezaanmast

- 5 masten: (bijvoorbeeld de Deense vijfmastbark København )
  - fokkemast
  - grote mast
  - middenmast
  - kruismast
  - bezaanmast